# Котошихин, Григорий Карпович
Григо́рий Ка́рпович Котоши́хин (или Коши́хин; он же Иоганн Александр Селецкий, около 1630—1667) — чиновник русского Посольского приказа, перешедший на службу в Швецию и создавший по заказу шведского правительства обширное сочинение, являющееся важным источником по истории России XVII века. Был казнён в Швеции за убийство.

## Биография
Родился около 1630 года в семье монастырского казначея, позже обвинённого в растрате.
Около 1645 года поступил на службу в Посольский приказ писцом. В 1656 году входил в состав русской делегации во главе с князем Н. И. Одоевским на русско-польском посольском съезде в Вильне. С 1658 года служил подьячим Посольского приказа.
Состоял при русском посольстве, подписавшим 20 (30) декабря 1658 года Валиесарское перемирие со Швецией, после чего участвовал в русско-шведских переговорах в Пюхэстекулэ. В 1659—1660 году состоял при русском посольстве в Дерпте, откуда в октябре и декабре 1660 года ездил с грамотами в Ревель к находившейся там шведской делегации. В апреле 1660 года был бит батогами за допущенную в тексте одной из грамот описку в царском титуле, вероятно, тогда же затаив обиду.
В 1661 году прикомандирован был к посольству князя И. С. Прозоровского и А. Л. Ордина-Нащокина для заключения Кардисского мира (1661) со шведами, играя на переговорах видную роль. 7(17) августа 1661 года был отправлен гонцом в Стокгольм с царской грамотой к шведскому королю Карлу XI. Не позже 1662 года вступил в сношения с комиссаром шведского подворья Адольфом Эберсом, которому за денежное вознаграждение сообщал сведения о секретных инструкциях, данных русским уполномоченным.
В конце 1663 или начале 1664 года был послан к стоявшей на Днепре армии князей Я. К. Черкасского и И. С. Прозоровского для переговоров с поляками. Воевода князь Юрий Алексеевич Долгоруков, сменивший Черкасского и Прозоровского, потребовал от Котошихина, чтобы тот написал донос на его предшественников. Не желая исполнить этого требования и опасаясь мести Долгорукова, Котошихин в августе 1664 года бежал сначала в Вильно, а затем в Польшу, где предложил свои услуги королю Яну Казимиру, назначившему ему жалование в 100 рублей в год. В Польше познакомился с эмигрировавшим из России ещё в 1660 году сыном Ордина-Нащокина Воином Афанасьевичем. В августе 1665 года, узнав о тайных переговорах о возможной выдаче его русским властям, бежал сначала в Силезию, а затем в Пруссию и Любек, где Иоганн фон Горн, тайный агент России, не знавший о его измене, попросил Котошихина доставить в Москву тайное сообщение. Котошихин немедленно отплыл в Нарву, откуда был отослан в Стокгольм, где сообщил шведам всю известную информацию.
За границей Котошихин принял имя Иоганна Александра Селецкого (по другим данным — Селицкого), кроме того, отказался от православия и перешёл в протестантизм. По рекомендации Таубе и Эберса в Стокгольме он был принят на шведскую службу. 24 ноября 1665 года шведский король специальным указом назначил ему жалование в 200 риксдалеров серебром, а 28 апреля 1666 года он причислен был к государственному архиву. Котошихину поручено было перевести на шведский язык ряд важных русских государственных документов, в частности, Соборное уложение 1649 года.
В июне того же года, узнав о новых переговорах с русскими по поводу своей выдачи, он скрылся из шведской столицы, а в середине декабря поселился в доме служащего стокгольмского архива, переводчика с русского Даниила Анастасиуса. На родине Котошихина обвиняли в «воровстве», и князь Ромодановский настойчиво требовал от шведского правительства прислать беглого подьячего с конвоем в Великий Новгород, где, естественно, его ждали бы пытки и казнь, но правительство Карла XI так и не согласилось его выдать.
Вскоре хозяин дома, где проживал Котошихин, Даниил Анастасиус заподозрил постояльца в порочной связи с его женой Марией да Фаллентиной. 25 августа 1667 года, будучи в нетрезвом виде, Котошихин и Анастасиус поссорились, и Котошихин в драке нанёс хозяину четыре удара испанским кинжалом (стилетом). За убийство в нетрезвом виде хозяина дома, где он жил, Котошихин-Селецкий в начале ноября 1667 года по приговору суда был обезглавлен. Последние дни своей жизни он содержался под стражей в тюрьме в южном предместье Стокгольма Сёдермальме близ церкви Св. Марии.
Тело Котошихина было доставлено в анатомический театр университета города Уппсалы, где до недавнего времени хранился его скелет, нанизанный на медные и стальные проволоки.

## Сочинение
Над своей рукописью о России в царствование Алексея Михайловича, написанной по поручению канцлера Шведского королевства Магнуса Делагарди, Котошихин, вероятно, работал с 28 марта по 29 ноября 1666 года, то есть до своего поселения в доме Анастасиуса. Она состоит из 13 глав, содержащих сведения о государственном устройстве, царях и царской семье, их образе жизни, дворцовом обиходе, служилых сословиях, особенностях русского посольского ритуала, приказах и приказном делопроизводстве, вооружённых силах и воинском обычае, административном устройстве, городах, торговле и торговых людях, о боярстве и крестьянстве, о быте и народных нравах. Подробно повествуется о Медном бунте 1662 года, свидетелем событий которого являлся сам автор. Хорошо знакомый со всеми сторонами жизни русского государства, он сообщает драгоценные данные для изучения государственной и общественной жизни допетровской Руси, содержащиеся же в его сочинении фактические неточности немногочисленны и неважны. Частично переняв европейский образ жизни, Котошихин остро критиковал архаичные государственные порядки Российского государства, а также формы жизни московского общества, исполненные, по его мнению, предрассудков, невежества и безнравственности, являясь, по сути, одним из предвестников петровских преобразований.
В первом своём издании труд назывался «О некоторых русских церемониях». В переводе же на шведский язык он носил название «Описания Московского государства, различного сословия людей, в нём находящихся, и их обычаев, как во время радости, так и во время печали, а также описание их военного дела и домашней жизни». В 1669 году этот труд имел широкое хождение в списках среди шведской знати. К оригиналу имели доступ немногие. Поначалу он хранился в библиотеке шведского учёного-слависта Юхана Габриэля Спарвенфельдта (1655—1727), незадолго до своей смерти передавшего его Уппсальскому университету. Списки шведского перевода хранились в нескольких библиотеках Швеции. Известно, что король Густав III сообщал о рукописи Котошихина Екатерине II, которая якобы собиралась её переписать, чего так и не сделала.
В 1835—1837 годах о Котошихине и его труде узнал русский писатель и историк А. И. Тургенев, поставивший об этом в известность императора Николая I. В 1837 году филолог профессор Гельсингфорского университета С. В. Соловьёв отыскал в стокгольмском государственном архиве шведский перевод сочинения Котошихина, а в 1838 году отыскал в библиотеке Упсальского университета оригинал, имевший заголовок «Григорья Карпова Кошихина, Посольского приказа подьячего, а потом Иваном Александром Селецким зовомого работы в Стохолме 1666 и 1667». Соловьёв сделал с него копию, которая в 1840 году была издана археографом Я. И. Бередниковым.
В советской исторической литературе утвердилось сокращённое название сочинения «О России в царствование Алексея Михайловича», использующееся и поныне.

## В литературе
Личность Григория Котошихина привлекла к себе внимание сначала в Швеции. Первым биографом его стал переводчик с русского Улоф Дидриксон Баркгузен (Olof Didriksson Barckhusen, d. 1687), в своём предисловии к сочинению Котошихина давший краткий очерк «Жизнь Селицкого».
В российской исторической литературе жизнь и деятельность Котошихина впервые обратила на себя внимание историка профессора Новороссийского университета (1888—1895) А. И. Маркевича, посвятившего ему специальную монографию «Григорий Карпович Котошихин и его сочинение о России в половине XVII в.» (Одесса, 1895), содержавшую подробный источниковедческий и археографический анализ его сочинения о России XVII века.
В советской литературе к образу Котошихина впервые обратился советский писатель, историк и журналист Р. Т. Пересветов, подробно описавший его необычную судьбу в очерке «Биография одного скелета» (1961), вошедшем в книгу «Тайны выцветших строк», посвящённую тайнам отечественных исторических архивов, в переработанном виде также опубликованном в книге «По следам находок и утрат», посвящённой поискам древних рукописей.
История жизни Котошихина описывается также в исторической миниатюре Валентина Пикуля «История одного скелета» (кон. 1980-х гг.).
Судьбе Котошихина посвящён также роман российского писателя Анатолия Приставкина «Король Монпасье Мармелажка Первый», законченный им в 2008 году, незадолго до смерти.

## Публикации
- О России в царствование Алексея Михайловича. Современное сочинение Григория Ко[то]шихина. — СПб.: Тип. Эдуарда Праца, 1840. — xvi, 160 с., 1 л. факс.
- О России в царствование Алексея Михайловича: Современное сочинение Григория Котошихина. — 2-е изд. — СПб.: Тип. Эдуарда Праца, 1859. — [2], xvi, 164 с.
- О России в царствование Алексея Михайловича: Современное сочинение Григория Котошихина. — 3-е изд. — СПб.: Археогр. комиссия, 1884. — [2], xxxvi, 196, xx с.
- О России в царствование Алексея Михайловича: Соч. Григория Котошихина. — 4-е изд. — СПб.: Археогр. комиссия, 1906. — [8], xxxvi, 215 с.
- Григорий Котошихин. О России в царствование Алексея Михайловича // Московия и Европа / Сост. А. А. Либермана, комм. и послесл. С. Ю. Шокарева. — М.: Фонд Сергея Дубова, 2000. — С. 9—146. — (История России и дома Романовых в мемуарах современников. XVII—XX вв.). — ISBN 5-94177-001-4.
- Котошихин Г. К. О России в царствование Алексея Михайловича / Подгот., комм. и указ. проф. Г. А. Леонтьевой. — М.: РОССПЭН, 2000. — 272 с.: ил. — (Русская историческая библиотека). — ISBN 5-86004-125-X.